# Букошніца
Букошніца (рум. Bucoșnița) — село у повіті Караш-Северін в Румунії. Адміністративний центр комуни Букошніца.
Село розташоване на відстані 316 км на захід від Бухареста, 29 км на схід від Решиці, 95 км на південний схід від Тімішоари.

## Населення
За даними перепису населення 2002 року у селі проживали 806 осіб, з них 804 особи (99,8%) румунів. Рідною мовою 804 особи (99,8%) назвали румунську.